# Holochlora tumida
Holochlora tumida är en insektsart som beskrevs av Sigfrid Ingrisch och Shishodia 1998. Holochlora tumida ingår i släktet Holochlora och familjen vårtbitare. Inga underarter finns listade i Catalogue of Life.